# ルスチュ・モロフ
ルスチュ・ゲオルギエヴィッチ・モロフ（ロシア語: Русчу Георгиевич Моллов、1867年11月20日 - 1925年10月29日）は、ロシア帝国の警察官僚。警察部長。
ブルガリア系で、名前はガヴリエル（ロシア語: Гавриил）ともされる。

## 経歴
ポルタワ県出身。法律学校を卒業。
- 1889年 - 法務省に勤務
- 1911年 - オデッサ司法院検事
- 1915年9月 - 警察部長
- 1916年 - 工場・鉱山問題総局
- 1917年 - 10月革命後、ブルガリアに亡命。
- 1925年 - ソフィアで死去。